# Léoncé Oleffe
Léoncé Oleffe, född 25 augusti 1897, död 19 november 1972, var en friidrottare från Belgien. Han deltog vid olympiska sommarspelen 1920.